# Alfred Laubmann
Alfred Laubmann (Kaufbeuren, Beieren, Duitsland, 10 oktober 1886  -  München in Duitsland, 18 oktober 1965) was een Duits ornitholoog. Laubmann was de hoofdconservator van de Zoologische Staatssammlung München. Hij verzamelde meer dan 6000 specimens van vogels uit vooral het Palearctisch gebied. 
Laubmann beschreef twee nieuwe vogelsoorten, Blyths ijsvogel (Alcedo hercules) en  mupinlijster (Turdus mupinensis) en 15 verschillende ondersoorten waaronder de Maleise blauwborstijsvogel (Alcedo euryzona peninsulae) die ook wel als apart soort wordt beschouwd.

## Publicaties (selectie)
- Die Eisvögel der Insel Sumatra: Versuch einer monographischen Darstellung. Nicolaische Verlags-Buchhandlung, Berlin (1925)
- Zur Ornithologie der Ionischen Inseln. Verhandlungen Ornith. Ges. Bayern. (1927)
- Vögel. Stuttgart, Strecker und Schröder. (1930)
- Die vögel von Paraguay. Stuttgart, Strecker und Schröder. (1939).

- Gemeinsame Normdatei: 1012394506
- International Standard Name Identifier: 0000 0001 2084 2449
- Nederlandse Thesaurus van Auteursnamen: 173850170
- Virtual International Authority File: 171925244
- WorldCat: E39PBJqqvfH6MFhmwxvr6QdRKd